# مدير الشارع الرئيسي
مدير الشارع الرئيسي هو شخصٌ مُحترف من الولايات المتحدة الأمريكية يقوم بمُساعدة المُدن والبَلدات الصغيرة على المُحافظة على الشوارع الرئيسية بها وتحسينها وعادةً ما يكون ذلك من خلال برنامج حكومي أو شَراكات حكومية مع القطاع الخاص. وقد تتضمن أهدافه، الاقتصاد والمحافظة والتَجديد والتسويق وإقامة علاقات بين كلٍ من الشركات التجارية، والمستهلكين ، والحكومة.

## الهدف
يكمن الهدف الأساسي في تطوير وإدارة برنامج الشارع الرئيسي. كما قامت مؤسسة التراث القومي لحفظ وحماية المباني التاريخية بوضع عشرة معايير للأداء من أجل إدارة برنامج الشارع الرئيسي.

## الدور
- تطوير وإدارة برنامج الشارع الرئيسي للمدينة
- المساعدة في طلبات المنح والائتمانات الضريبيَّة والتصديق عليها
- رسم خطط للمحافظة على المدينة و/أو تجديدها
- تحسين الدعاية والحملات التسويقية
- تقديم المشورة لمخططي المدن بخصوص أماكن انتظار السيارات
- تحديد الموارد اللازمة للمحافظة على نظافة المدن ومظهرها،
- وضع جداول للفعاليات والمهرجانات. تقديم المشورة للمخططين.

## وصلات خارجية
- Kentucky Heritage Council - Main Street Program
- Preservation Nation - Career Center - Professions